# 第8號交響曲 (蕭士塔高維奇)
c小調第8號交響曲，作品65，是俄國作曲家蕭士達高維契的音樂作品。創作於1943年夏天。同年11月4日由蘇聯交響樂團在穆拉文斯基的指揮下作首演。作曲家亦將本曲題獻給指揮家。
本交響曲採用了c小調，和多首其他被視為帶「悲劇性」的交響曲同調（包括了貝多芬的《第5交響曲》、舒伯特的《第4交響曲》、布拉姆斯的《第1交響曲》、布魯克納的《第8交響曲》、馬勒的《第2交響曲》等）。作曲家的好友吉利科曼（Isaak Glikman）亦稱本曲是蕭士達高維契「最具悲劇性的作品」，因為它的最後部份欠缺了樂觀和希望的元素。

## 結構
本曲共分為五個樂章，约1小时，只比肖氏上一首交响曲略短。最後三個樂章為連奏。
- 第1樂章：慢板（Adagio）－不太快的快板（Allegro non troppo），4/4为主

结构类似肖氏《第5号交响曲》第一乐章，为倒装奏鸣曲式。与其《第7號交響曲》一样，占全曲最少三分之一（20-30分钟）。首先由弦乐带出两个C小调主题（第一主题群）：第一个为贯穿全曲，由二度音程组成，带加强附点节奏的“命运”主题（本乐章为C-B♭-C/A-C/A♭-G/G♭-F/E♭-D-E♭）；第二个为具歌咏性的奏鸣曲主题，其后由管乐接力。第二主题群的节拍改为5/4，呈示部中为E小调，也包含两个主题。进入发展段，两个主题群以卡农形式交织，不断渐强不协调，铜管乐队及打击乐带入进行曲似的段落。大小鼓突然的渐强颤音，令铜管强力重新带出“命运”主题，并由木管、打击乐及弦乐奏出颤音陪衬。气氛安静下来之后，进入英国管独奏，第二、第一主题群先后再现，最后平静地以C大调和弦结束。
- 第2樂章：小快板（Allegretto），3/4为主

此乐章的命运主题为D♭-C-D♭，短小精悍（仅5-6分钟），为降D大调的诙谐曲。
- 第3樂章：不太快的快板（Allegro non troppo），2/2为主

此乐章的命运主题为E（高）-F-E（低），同样短小精悍（5-6分钟），为E小调（中间一段以小号吹奏进行曲为主的段落，有转调至升F大调），并穿插弦乐的托卡塔曲主题。
- 第4樂章：緩板（Largo），4/4为主

过渡性乐章，使用数字低音。接续第3乐章末的高潮，在乐队戛然而止时，低音弦乐器以沉重的音色重复演奏参杂命运主题的帕萨卡利亚舞曲主题达12次，并由高音弦乐器附和。木管乐多次加入，都不能使弦乐停下，直至命运主题重复第12次时才得以吹出C大调和弦，直接带入末乐章。
- 第5樂章：小快板（Allegretto），4/4为主

接续上一乐章，低音管吹出带有命运主题C-D-C及F-G-F的回旋曲主题，并由其他管弦乐器附和。弦乐器在发展段奏出诙谐主题；乐章持续在C大调、降E大调、E大调、F大调、A大调等等调性之间徘徊，仿佛肖氏恶作剧《第9号交响曲》的楔子，直到伴奏织体慢慢变厚，引至类似第1乐章的高潮。铜管乐器奏出第1乐章的命运主题，却以本乐章的诙谐主题接续，使得气氛慢慢又重回平静。小提琴、低音管及英国管在其他乐器伴奏下分别独奏诙谐主题及命运主题，最后以高音弦乐弱奏持续的C大调和弦中，低音弦乐拨奏及长笛断断续续吹奏C-D-C的命运主题作结。

## 配器
- 木管樂器：4長笛（第4, 3長笛兼任短笛）、2雙簧管、英國管、高音單簧管、2單簧管、低音單簧管、3巴松管（第3巴松管兼任低音巴松管）
- 銅管樂器：4圓號、4小號、3長號、2大號
- 敲擊樂器：定音鼓、三角鐵、大鼓、小鼓、鈸、鑼、木琴、鈴鼓
- 絃樂器：第1小提琴、第2小提琴、中提琴、大提琴、低音提琴

### 樂譜
- Shostakovich, Dmitri (2005). Sypmhony No.8, op. 65. Vol. 8; DSCH Society.（雙鋼琴版本為 Vol.23）